# Tabanus xanti
Tabanus xanti är en tvåvingeart som beskrevs av Szilady 1926. Tabanus xanti ingår i släktet Tabanus och familjen bromsar. Inga underarter finns listade i Catalogue of Life.